# Глоговница
Глоговница је река у Хрватској десна притоке Чесме. Дуга је 66 km. Извире у шуми Ступе на југоисточним огранцима Калника, недалеко од Апатовца. Улива се у реку Чесму близу града Чазме.